# Ansitz Stillendorf

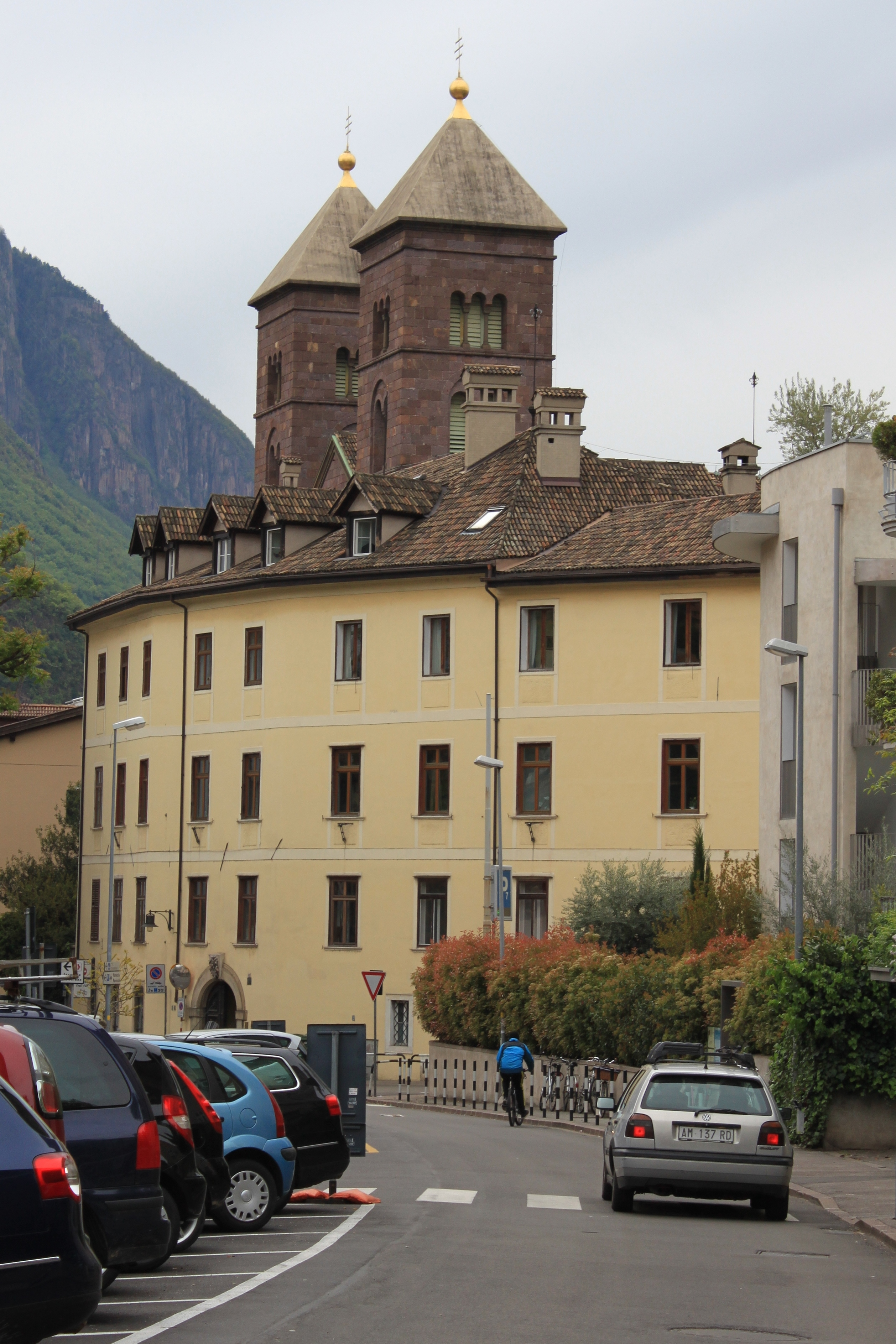
Der Ansitz Stillendorf in Bozen

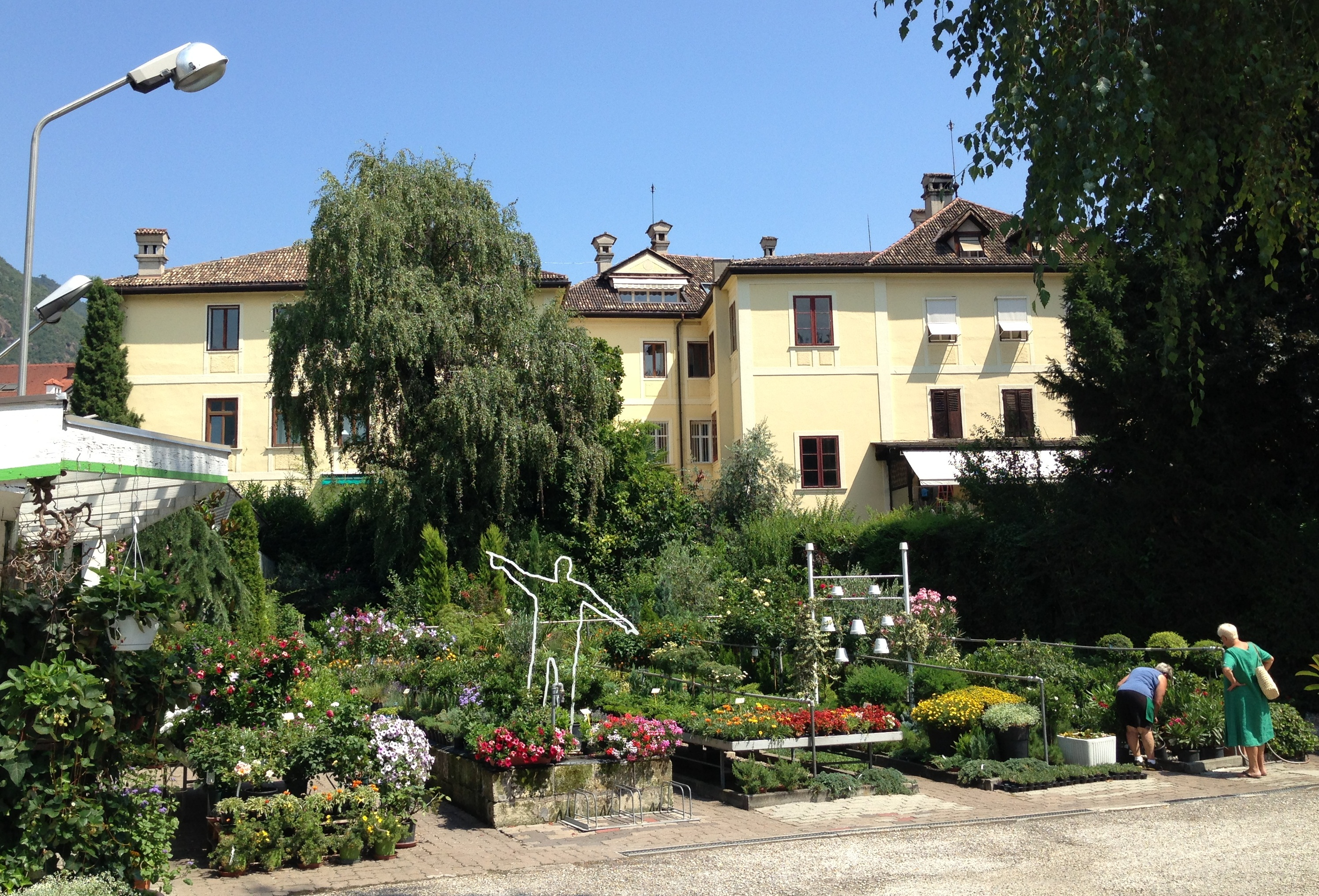
Der Ansitz Stillendorf von Westen aus betrachtet

Der Ansitz Stillendorf ist ein Edelsitz in Bozen mit ausgedehntem Park. Er befindet sich in der Wangergasse an der Ecke zur Rauschertorgasse. Seit 1982 steht er unter Denkmalschutz.

## Geschichte
Ein Hof zu Stillendorf („mansus ad Stillendorf“) wird schon 1237 im Notarsregister von Jakob Haas erwähnt. Stillendorf war ursprünglich nur der Flurname für die Gegend zwischen Schloss Maretsch und der Rauschertorgasse. Im Jahr 1301 ist ein „Lancius de Stillendorf“ als Bozner Inwohner bezeugt. Die Saltnerordnung von Gries und Bozen von 1551 nennt eine huet zu Stillendorf (Hütbezirk eines Weinberghüters). Der heutige Ansitz wurde in der Mitte des 17. Jahrhunderts von der Tiroler Adelsfamilie Giovanelli umgestaltet, kam später in die Hände der Familie von Menz und dann über Heirats- (1770) und Erbwege (1807) an die Familie von Zallinger, die seit 1637 den Ansitz Thurn besaß. Sie veränderte den Ansitz im 19. Jahrhundert stark, baute ihn mit regelmäßigen Fensterreihen und Geschossbänderung aus und nahm Ende des Jahrhunderts das Prädikat von Stillendorf an.
Franz von Zallinger-Stillendorf schenkte den Eucharistinern 1897 den Grund für den Bau der benachbarten Herz-Jesu-Kirche und eines Klosters. Vom Ansitz Stillendorf führt ein Verbindungsgang in die Kirche.
Am Bozner Blutsonntag, dem 24. April 1921, starb der Lehrer Franz Innerhofer aus Marling beim Versuch, einen Jungen vor Faschisten zu beschützen, durch Schüsse im Hauseingang des Ansitzes. Daran erinnert eine Gedenktafel am Unglücksort.
In den 1960er Jahren beherbergte Stillendorf auch die Hauswirtschaftliche Vorschule des Mädchenschutzverbandes, geleitet von Ordensschwester Hermenegildis Mayer von der Caritas Socialis.

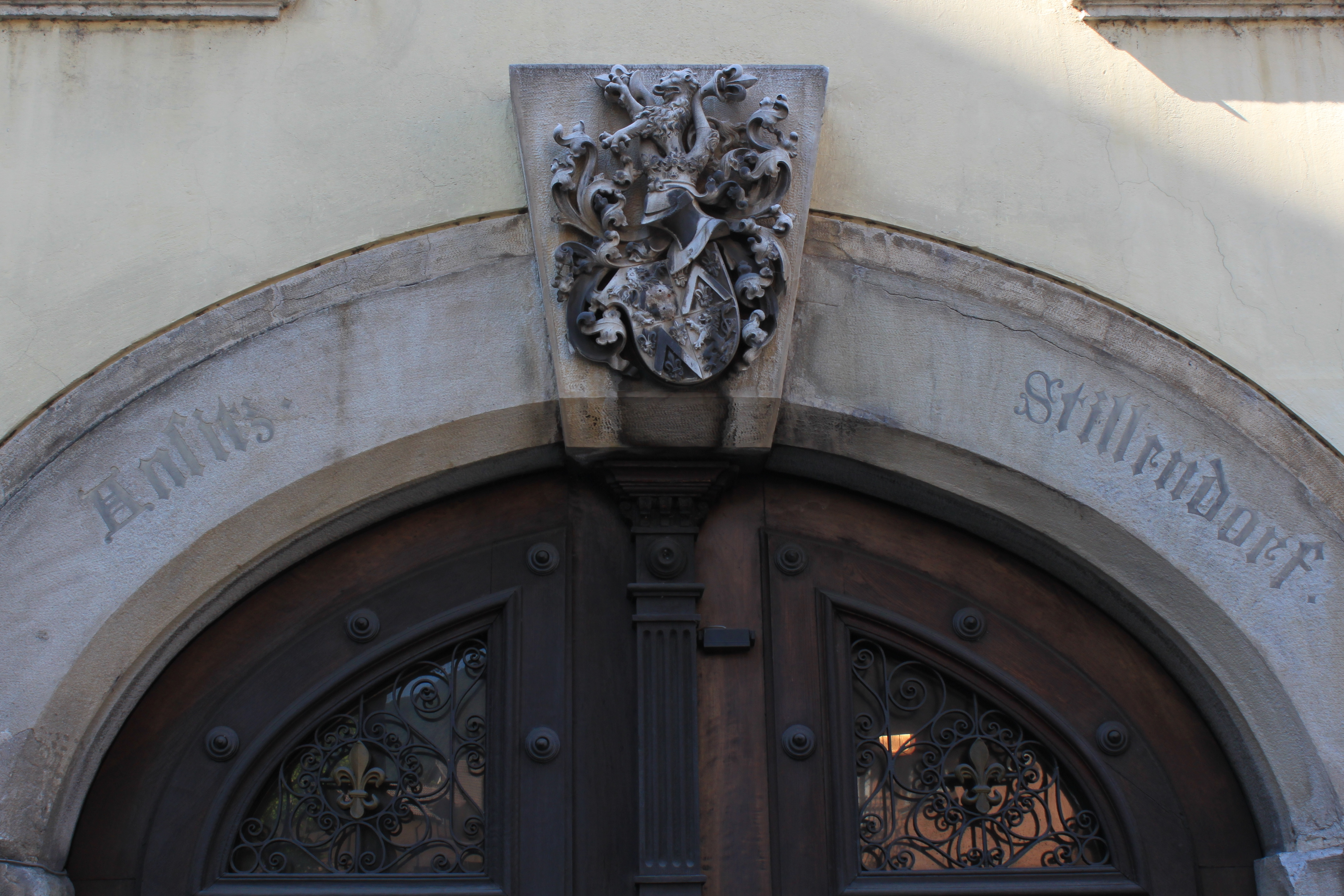
Das Flachbogenportal des Ansitzes Stillendorf, mittig mit Wappenkartusche Zallinger-Thurn
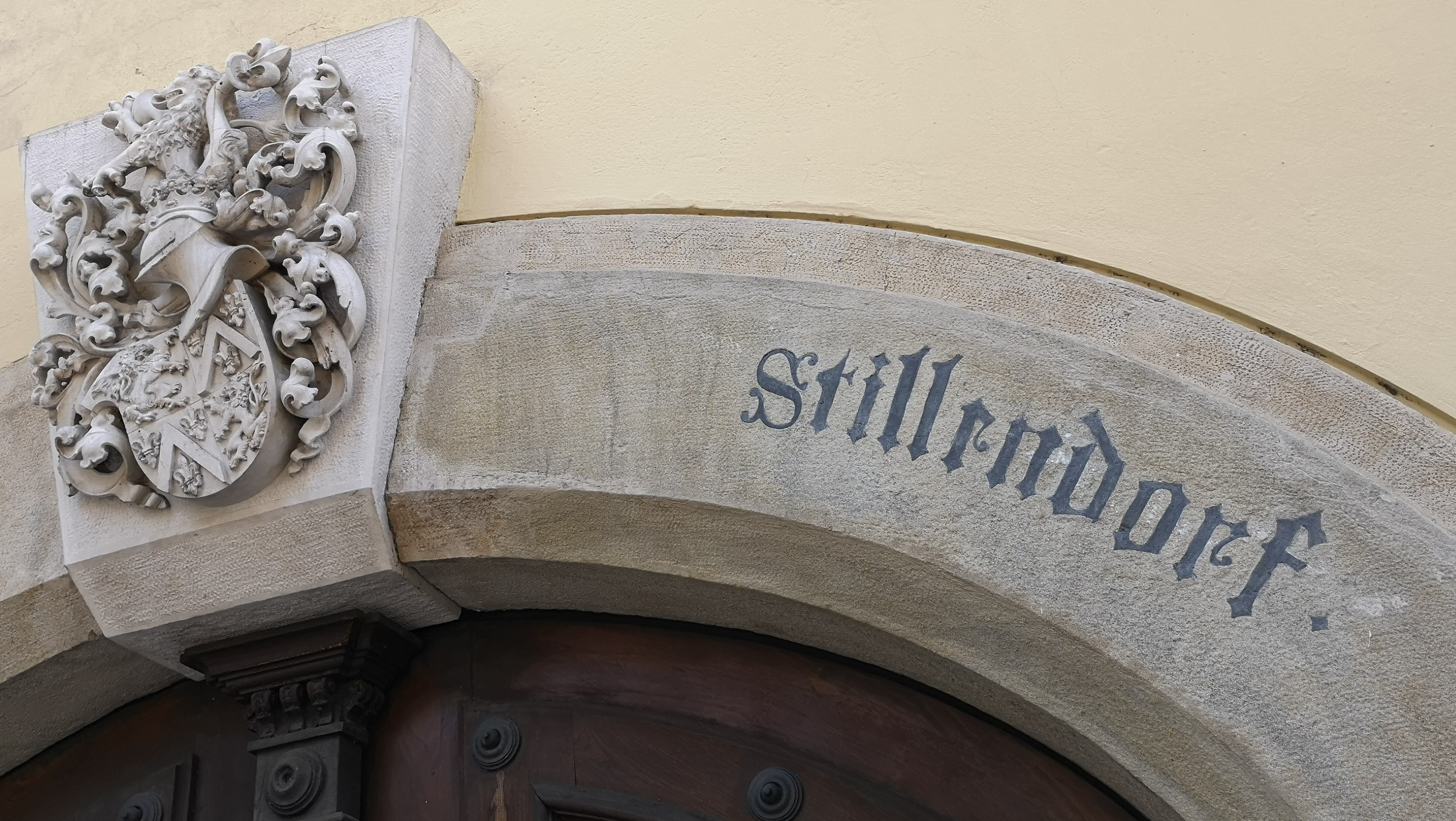
Der rechte Teil des Torbogens
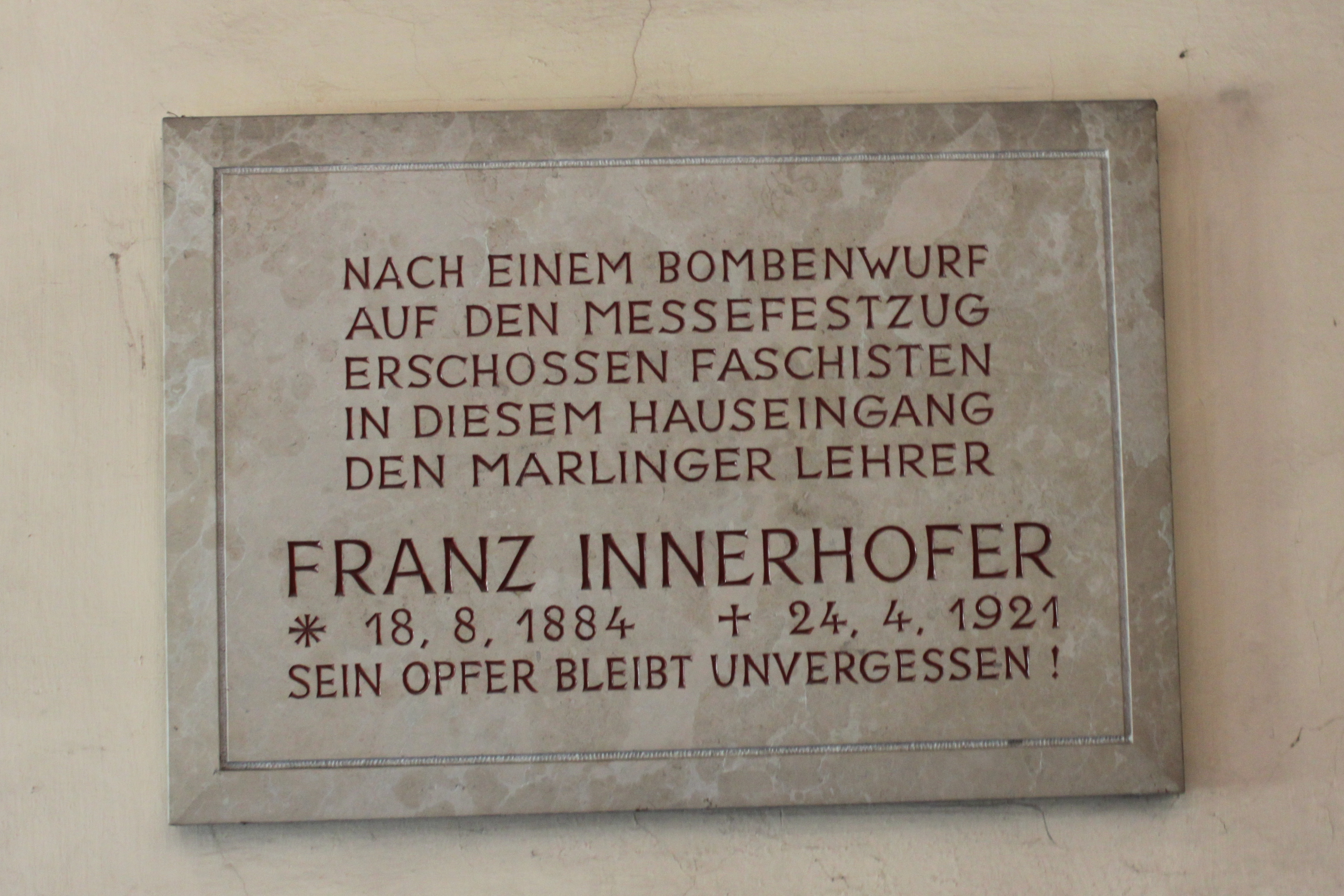
Die im Hausflur angebrachte Gedenktafel an den Mord an Franz Innerhofer.